# Romański
Romański – polskie nazwisko, w Polsce nosi je ponad 5200 osób.
Osoby o nazwisku Romański:
- Eugeniusz Romański, ps. „Rawicz” (1918–1944) – kapitan Wojska Polskiego, żołnierz Armii Krajowej, uczestnik powstania warszawskiego
- Jan Romański (1894–1938) – podpułkownik kawalerii Wojska Polskiego
- Jacek Romański (ur. 1950) – polski brydżysta
- Jerzy Romański (1909–1968) – polski architekt
- Kazimierz Romański (ur. 1957) – polski urzędnik i dyplomata
- Marek Romański (1906–1974) – polski pisarz, publicysta i dziennikarz
- Romuald Romański – polski prawnik i historyk
- Wilibrard Romański (1886–1940) – podpułkownik kawalerii Wojska Polskiego